# Froggattimyia hirta
Froggattimyia hirta är en tvåvingeart som beskrevs av Townsend 1916. Froggattimyia hirta ingår i släktet Froggattimyia och familjen parasitflugor. Inga underarter finns listade i Catalogue of Life.